# Crusader (танк)
«Крусейдер» (англ. Crusader — «хрестоносець», поширені також варіанти «Крусайдер», «Крузейдер») — середній крейсерський танк армії Великої Британії періоду Другої світової війни. Повна назва  — Крейсерський танк, модель VI, «Крусейдер» (англ. Tank, Cruiser Mk.VI, Crusader). Розроблений в 1938 — 1940 роках фірмою Nuffield Mechanisations and Aero Ltd паралельно з крейсерським танком «Конвенантор». У ході серійного виробництва в 1941 — 1943 роках було випущено понад 5300 одиниць «Крусейдер», що став одним з найчисленніших британських танків Другої світової. Танк відрізнявся недостатнім озброєнням та слабким бронюванням, але тим не менш активно використовувався під час боїв у Північній Африці в 1941 — 1942 роках. З появою у 1943 року більш досконалих танків, таких як M4 «Шерман» та Mk VIII «Кромвель», «Крусейдер» переводилися на другорядні ролі або перероблялися в самохідні установки. 

## «Крусейдер» в ігровій індустрії
У британській кампанії гри «Call of Duty 2» (кампанія, присвячена бойовим діям в Північній Африці) використовується британцями. Також він присутній в іграх серії «Бліцкриг» і «У тилу ворога», «World of Tanks». 